# میشائیل کراوس
میشائیل کراوس (آلمانی: Michael Kraus؛ زادهٔ ۲۶ سپتامبر ۱۹۵۵) شناگر اهل آلمان بود.
وی در مسابقات کشوری و بین‌المللی در مجموع برندهٔ ۳ مدال طلا، ۱ مدال نقره، ۱ مدال برنز شده‌است.